# Wouter Burger
Wouter Burger (Zuid-Beijerland, 16 de febrero de 2001) es un futbolista neerlandés que juega de centrocampista en el TSG 1899 Hoffenheim de la 1. Bundesliga.

## Trayectoria
Comenzó su carrera deportiva en el Feyenoord, con el que debutó el 17 de agosto de 2018 en un partido de la Liga Europa de la UEFA 2018-19 frente al F. K. A. S. Trenčín.
En 2020, para la temporada 2020-21, se marchó cedido al Sparta de Róterdam. El curso siguiente abandonó definitivamente el club al ser traspasado al F. C. Basilea. En este equipo estuvo un año y en agosto de 2023 fichó por el Stoke City F. C. En dos temporadas en Inglaterra participó en 86 encuentros y en julio de 2025 se unió al TSG 1899 Hoffenheim con un contrato de larga duración.

## Selección nacional
Fue internacional sub-15, sub-16, sub-17, sub-18 y sub-19 con la selección de fútbol de los Países Bajos.

## Clubes
| Club                        | País         | Año       |
| --------------------------- | ------------ | --------- |
| Feyenoord                   | Países Bajos | 2018-2021 |
| S. B. V. Excelsior (cedido) | Países Bajos | 2020      |
| Sparta de Róterdam (cedido) | Países Bajos | 2020-2021 |
| F. C. Basilea               | Suiza        | 2021-2023 |
| Stoke City F. C.            | Inglaterra   | 2023-2025 |
| TSG 1899 Hoffenheim         | Alemania     | 2025-     |

## Palmarés

### Títulos nacionales
| Título                 | Club      | País         | Año  |
| ---------------------- | --------- | ------------ | ---- |
| Supercopa Johan Cruyff | Feyenoord | Países Bajos | 2018 |